# كوان هان جين
كوان هان جين (19 مايو 1988 بكوريا الجنوبية - ) هو لاعب كرة قدم كوري جنوبي في مركز الدفاع. لعب مع جيجو يونايتد ورواسو كوماموتو وشونان بلمار وكاشيوا ريسول وثيسباكوساتسو غونما.

## وصلات خارجية
- كوان هان جين على موقع رابطة كرة القدم اليابانية للمحترفين (اليابانية)
- كوان هان جين على موقع دوري كوريا الجنوبية (الإنجليزية)
- كوان هان جين على موقع قاعدة بيانات كرة القدم.إي يو (الإنجليزية)
- كوان هان جين على موقع Soccerway.com (الإنجليزية)